# Chlumec nad Cidlinou
Chlumec nad Cidlinou (německy Chlumetz an der Zidlina) je město v okrese Hradec Králové v Královéhradeckém kraji. Nachází se asi 28 kilometrů západně od Hradce Králové. K městu patří také tři předměstí – Hradecké, Kolínské a Pražské. Dalšími částmi obce jsou také vesnice Pamětník, Kladruby a Lučice. Žije zde přibližně 5 600 obyvatel.

## Název
Název města je odvozen od kopce Chlum (254 metrů), na kterém bylo založeno.

## Historie
První písemná zmínka pochází z Kosmovy kroniky k roku 1110 a týká se vsi Lučice, u které vojska českého knížete Vladislava I. a polského krále Boleslava III. dorazila na protilehlé břehy řeky Cidliny. K boji zde však nedošlo, protože kvůli bažinatému terénu se žádná ze stran neodvážila překročit řeku a obě vojska potom odtáhla dolů po proudu.

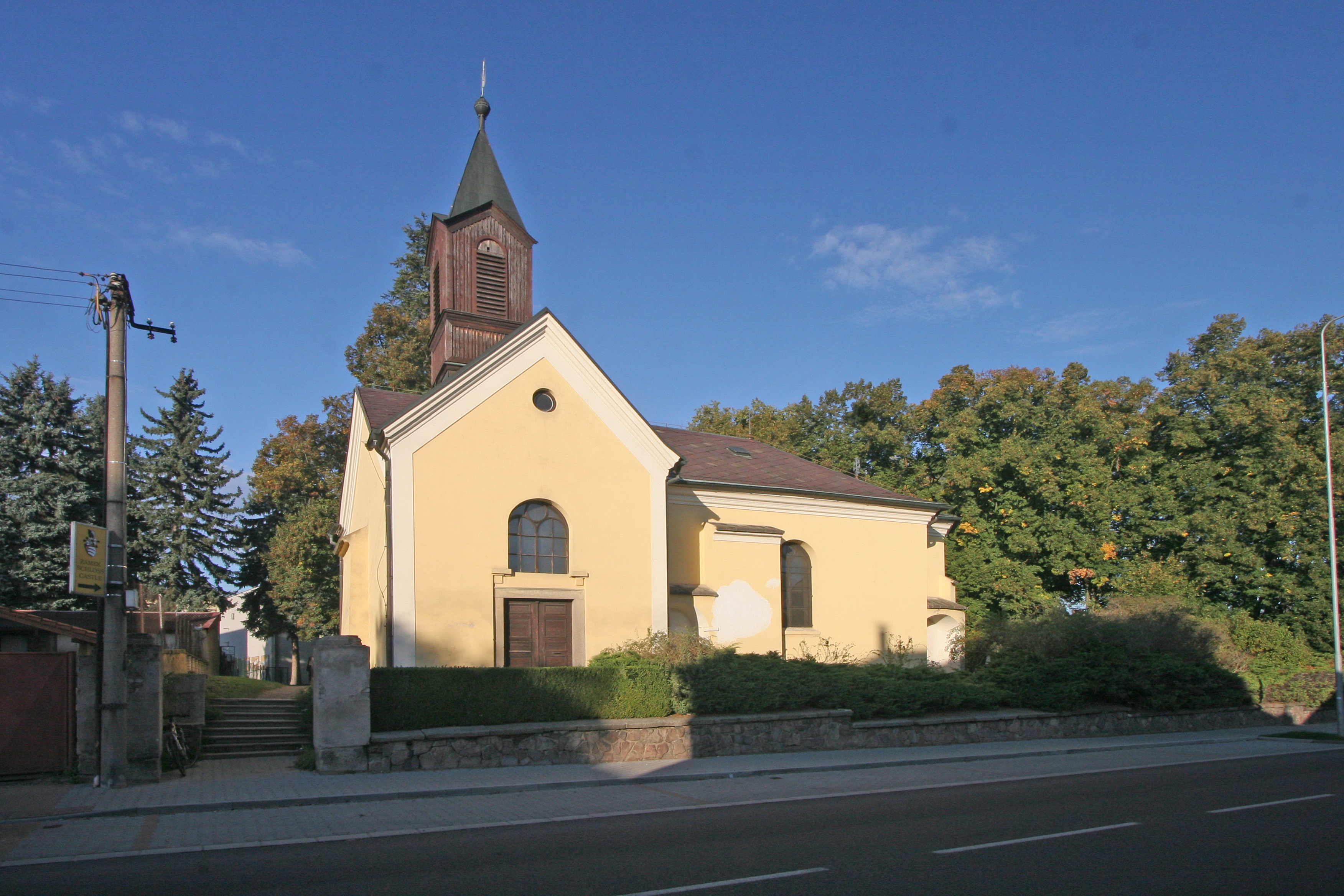
Kostel Nejsvětější Trojice – nejstarší městská památka

Konkrétně o městě Chlumec se poprvé listiny zmiňují k roku 1235, kdy je v majetku Zdeslava z Chlumce z rodu Divišovců, pozdějších Šternberků.
Zdeslav byl nejvyšší číšník, tedy jeden z nejvyšších dvorských úředníků, a již v roce 1241 si na ostrohu nad řekou Sázavou založil hrad Český Šternberk, který se stal novým rodovým sídlem.
Šternberkové drželi Chlumec nad Cidlinou do roku 1393. V letech 1400–1461 držel Chlumec rod pánů z Bergova, po nich se vystřídali v roce 1469 Samuel z Hrádku, 1472 Vaněk z Valečova, mezi lety 1488–1517 Jan a Vilém z Landštejna. Po nich zakupuje panství Vojtěch z Pernštejna 1521–1547. Od roku 1547 do roku 1611 byl Chlumec komorním panstvím. Úpravy hradu pro Rudolfa II. zde po roce 1602 vedl císařský stavitel Giovanni Maria Filippi. Od roku 1611 patřil Chlumec s přerušením v letech 1618–1620 rodu Kinských z Vchynic a Tetova. V roce 1948 byl jim majetek znárodněn a po roce 1989 vrácen v restituci.
Město se několikrát stalo svědkem státnických návštěv. V roce 1723 zde byl Karel VI., v červnu roku 1743 Marie Terezie a v sobotu 10. července 1926 město navštívil prezident Tomáš Garrigue Masaryk.

### Stavební vývoj
Předchůdcem města byla osada s románským kostelem a malé hradiště na vrcholu kopce, které mělo strážní funkci na strategické cestě z Prahy do Hradce Králové, jeho pozůstatky však byly zničeny při výstavbě zámku. Teprve když sjednocení a konsolidace českého státu umožnila další rozvoj obchodu, byla osada přenesena přímo k brodu přes Cidlinu na vidlici několika obchodních cest, která vytvořila prostor dnešního náměstí.

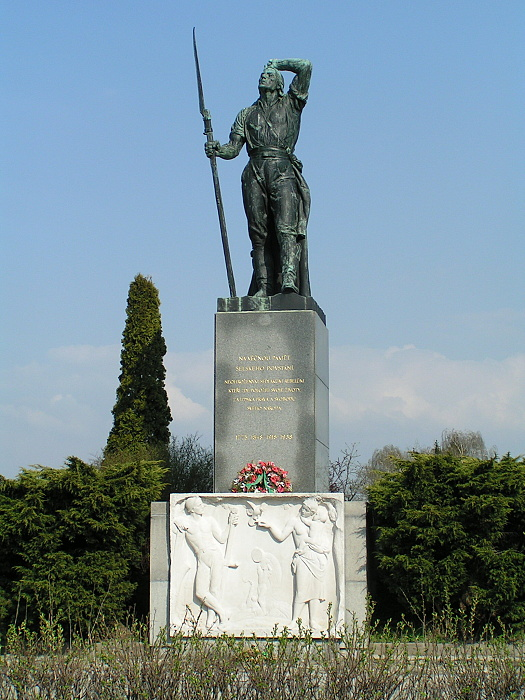
Památník selských bouří 1775 (akad. sochař Jakub Obrovský)

Zároveň se do této tržní vsi přeneslo i správní sídlo a hned vedle náměstí těsně u řeky tedy vznikla nevelká tvrz oddělená od náměstí příkopem. Proto je dnes tento konec náměstí asi o dvacet metrů rozšířený.
Kvůli rozvoji palných zbraní za husitských válek se však původní tvrz stala nevyhovující, a tak nejpozději za pánů z Landštejna (po roce 1488) vznikl poblíž nový hrad s masivním kamenným jádrem obklopený silným zemním valem a hlubokým příkopem. Ale teprve když byl po roce 1492 dobudován horní jez nad městem, který zásoboval vodou z Cidliny právě dokončený Velkochlumecký rybník, využili majitelé panství takto zvýšené hladiny a kanálem vedoucím dnešní ulicí Boženy Němcové přivedli dostatek vody do městského příkopu a odtud i do příkopu hradu, čímž ho změnili v nedobytnou vodní pevnost. Z původní tvrze se tak stalo opevněné vstupní předpolí hradu.
Po roce 1521 zakoupili chlumecké i mnohá okolní panství Pernštejnové a z Chlumce vytvořili správní centrum celé této državy. V této době vznikl velký renesanční kostel svaté Voršily na náměstí, chlumecký vodní hrad prošel přestavbou na redukovanou obdobu pardubického rondelu a celkově byl Chlumec i s okolním panstvím opraven, zmodernizován a přeměněn na plně fungující hospodářskou jednotku.
V roce 1547 museli Pernštejnové jakožto nekatolíci své panství narychlo prodat a při následné správě Královskou komorou byly prováděny pouze nejnutnější opravy.
Když potom získal bohaté chlumecké panství jako odměnu od císaře Matyáše za věrnost rod Vchynských, začala třicetiletá válka, během níž bylo panství zpustošeno. Následné opravy a také snahy tohoto předního šlechtického rodu o reprezentaci vedly k obohacení města o celou řadu barokních památek.
V roce 2016 v souvislosti s výstavbou nového mostu přes Cidlinu a rekonstrukcí náměstí proběhl archeologický výzkum, který významně doplnil znalosti o raně středověkých počátcích města.

## Přírodní poměry
K jihozápadnímu okraji města zasahuje přírodní památka Olešnice.

## Obyvatelstvo
| Rok            | 1869  | 1880  | 1890  | 1900  | 1910  | 1921  | 1930  | 1950  | 1961  | 1970  | 1980  | 1991  | 2001  | 2011  | 2021  |
| -------------- | ----- | ----- | ----- | ----- | ----- | ----- | ----- | ----- | ----- | ----- | ----- | ----- | ----- | ----- | ----- |
| Počet obyvatel | 3 916 | 4 675 | 4 599 | 4 479 | 5 135 | 5 082 | 5 183 | 4 773 | 5 196 | 5 199 | 5 346 | 5 327 | 5 252 | 5 370 | 5 552 |
| Počet domů     | 454   | 494   | 478   | 510   | 706   | 776   | 949   | 1 107 | 1 092 | 1 135 | 1 167 | 1 399 | 1 412 | 1 531 | 1 602 |

## Městská správa

### Části města
- Chlumec nad Cidlinou I
- Chlumec nad Cidlinou II (Hradecké Předměstí)
- Chlumec nad Cidlinou III (Kolínské Předměstí)
- Chlumec nad Cidlinou IV (Pražské Předměstí)
- Kladruby
- Lučice
- Pamětník

### Městské symboly
Znak města je historický, původní vlajka byla městu udělena rozhodnutím předsedy Poslanecké sněmovny Parlamentu České republiky dne 17. února 2006, druhý získaly rozhodnutím předsedkyně PSP ČR dne 13. října 2023.

## Doprava

### Železniční doprava
Nádraží Chlumec nad Cidlinou je železniční uzel, prochází přes něj trať Velký Osek – Choceň a vycházejí z něj tratě do Trutnova a Křince. Městem vede dálková železniční linka R10 na trase Praha – Hradec Králové (–Trutnov); spoje na trase Praha – Hradec Králové nesou název Hradečan a spoje na trase Praha – Hradec Králové – Trutnov nesou název Krakonoš. Tyto vlaky jsou vedené jako kategorie rychlík a jejich provoz mají na starosti České dráhy v rámci závazku veřejné služby na objednávku Ministerstva dopravy ČR. 

### Silniční doprava
Přes jižní okraj města prochází dálnice D11, dále městem prochází silnice první třídy číslo 11 a silnice druhé třídy číslo 327. V těsné blízkosti nádraží je umístěno autobusové stanoviště.

## Pamětihodnosti

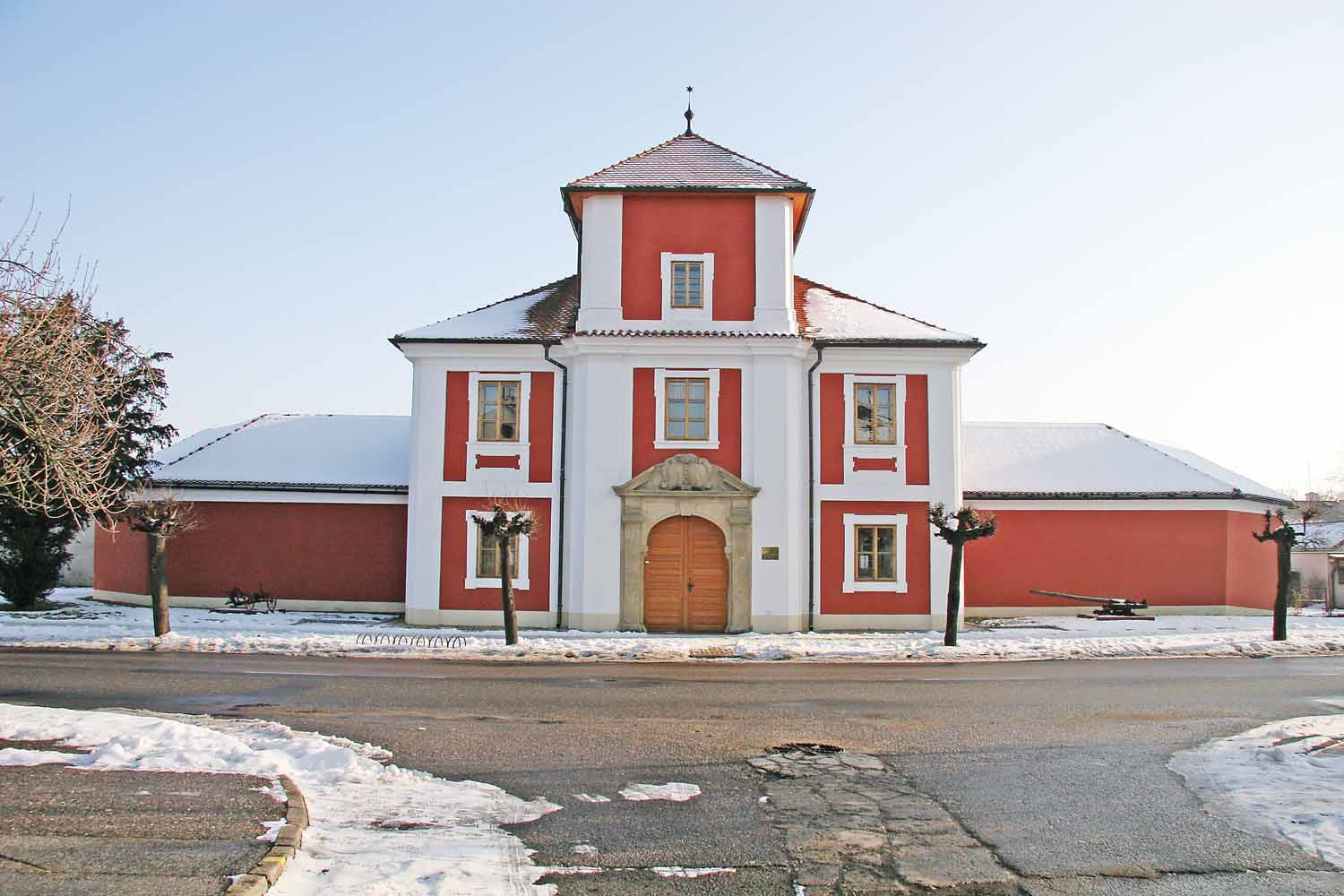
Klášter Loreta, dnes muzeum

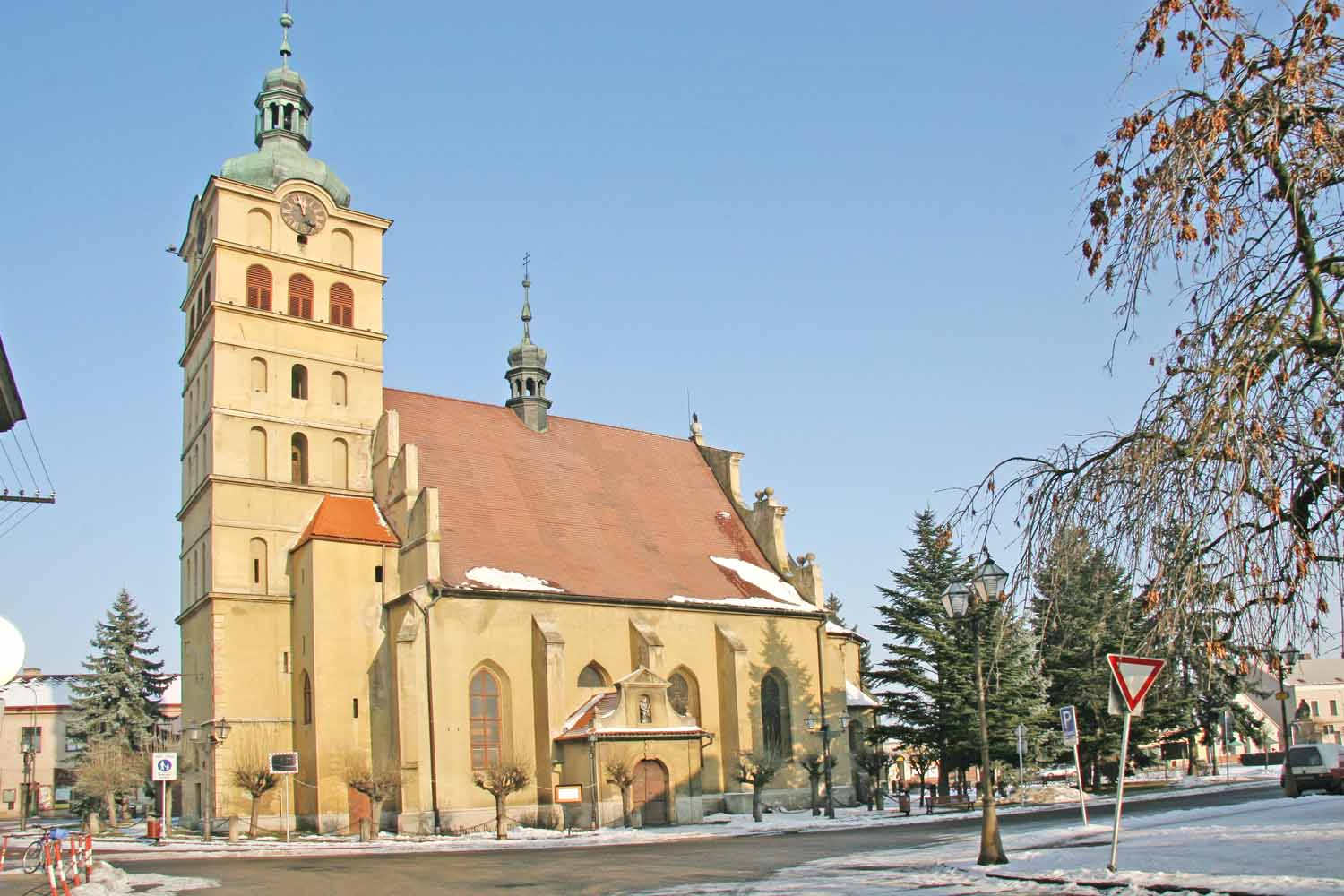
Děkanský chrám svaté Voršily z roku 1536

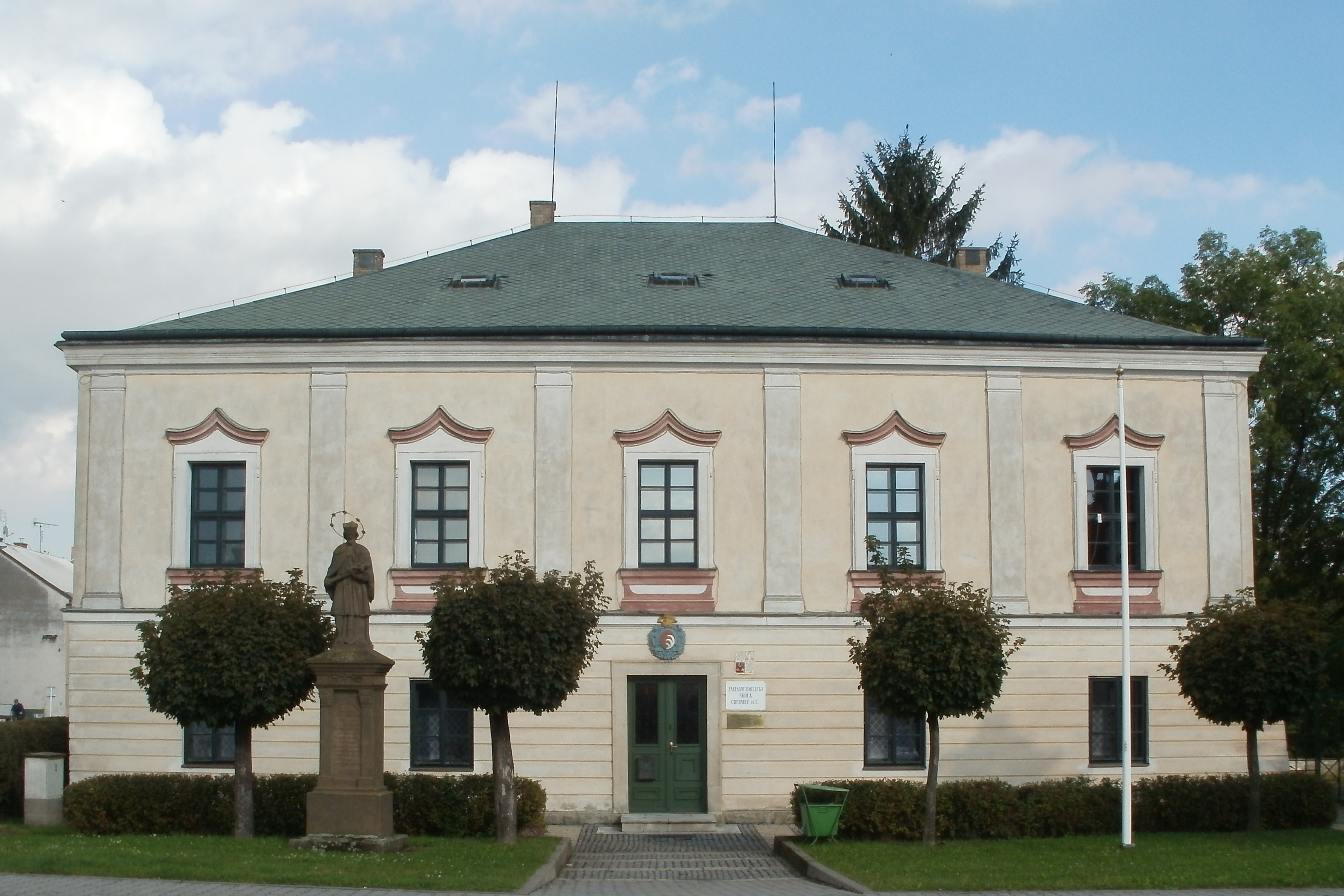
Bývalý majorát, dnes sídlo ZUŠ

- Zámek Karlova Koruna byl postaven v letech 1721–1723 v barokním slohu stavitelem Františkem Maximiliánem Kaňkou podle plánů Jana Blažeje Santiniho-Aichela. Jedná se o válcovitou centrální stavbu, ke které paprskovitě přiléhají tři křídla čtvercového půdorysu. Zámek tvoří dominantu širokého okolí. Byl postaven na počest císaře Karla VI. Zámek je nyní ve vlastnictví rodu Kinských.
- Nejstarší památkou ve městě je kostel Nejsvětější Trojice založený ve 12. století a v pozdějších dobách mnohokrát přestavovaný. Stavba je plochostropá s trojbokým presbytářem a dřevěnou hranolovou věží. Jeho vnitřní výzdoba pochází ze 17. století. Kolem vnějších zdí presbytáře jsou umístěny empírové pomníky z dílny sochaře Suchardy.
- Vodní hrad Chlumec nad Cidlinou byl ve středověku obehnán dvojím valem, za vlády Pernštejnů byly vybudovány velké zemní bašty. Hrad byl založen nejspíše v průběhu sedmdesátých až osmdesátých let 15. století za Samuela z Hrádku. V roce 1521 ho koupil Vojtěch z Perštejna, který ho velkolepě přestavěl. V roce 1547 hrad získala královská komora, která ho nechala upravit a vystavěla zde pivovar. Za třicetileté války hrál hrad významnou roli a byl poškozen, jeho opevnění bylo posilováno. V dalším vývoji byl hrad změněn na zámek a stal se rezidencí rodu Vchynských (Kinských). Po roce 1745 hrad vyhořel a nebyl již opravován. Poslední zbytky valů byly rozvezeny v roce 1956.
- Děkanský chrám sv. Voršily na Klicperově náměstí byl založen v roce 1538 ve stylu pozdní gotiky a dokončen roku 1543 ve stylu renesance. Je trojlodní s hranolovou věží a cibulovou bání s trojbokým presbytářem. Trojlodí je sklenuto křížovou klenbou a vnitřní zařízení je po požáru z roku 1774 rokokové.
- Barokní budova majorátu z roku 1683 byla původně využívána jako masné krámy.
- Barokní mariánský sloup z roku 1710, s původními sochami světců – sv. Josefa, sv. Jáchyma, sv. Simeona a sv. Anny, později byly přidány sochy sv. Václava (1807) a Jana Nepomuckého (1863), donátorem sloupu byl hrabě Václav Norbert Kinský na oslav vítězství Josefa I. nad Ludvíkem XIV. v bojích o španělské dědictví[12]
- Bývalá loretánská kaple byla vystavěna v letech 1717–1719 stavitelem Františkem Maximiliánem Kaňkou v barokním slohu a svěřena piaristům. Uprostřed čtvercového nádvoří stávala Svatá chýše se čtyřmi oltáři. Za Josefa II. bylo poutní místo zrušeno, budova převedena ve špitál a po první světové válce na byty. V roce 2000 byla rekonstruována a v současné době je zde umístěno Městské muzeum Loreta.
- Zámecká kaple Zvěstování Panny Marie z poloviny 18. století sloužila jako rodinná hrobka Kinských.
- Hřbitovní kaple v městském parku zvaná Zubatovská je součástí bývalého hřbitovního areálu kostela Nejsvětější Trojice a byla postavena v polovině 19. století v empírovém slohu.
- Novorenesanční budova školy je jedním z nejvýznamnějších příspěvků chlumeckého starosty Zikmunda Kozelky k rozvoji města.
- Kozelkova a Vlachova vila tvoří dvojici okázalých obytných domů z přelomu 19. a 20. století v samém centru města.
- Okresní dům z let 1904–1905 zbudovaný v neorenesančním stylu je dílem českého architekta Jana Vejrycha, který navrhl také Okresní dům v Novém Bydžově.[13][14]
- V roce 1909 začala být mezi ulicemi Kozelkova a Pražská budována vilová čtvrť zahrnující projevy secesní i meziválečné architektury.
- Sokolovna, spořitelna a Sbor církve Československé husitské jsou zdejší nejvýznamnější stavby meziválečné moderní architektury.
- V blízkosti města je umístěna socha rebelujícího sedláka – památník selského povstání v roce 1775 a jeho porážky v bitvě u Chlumce.
- Kaple svatého Jana se nachází při cestě mezi Chlumcem a Mlékosrby v lese Na Luhách.
- Hřebčín Ostrov byl postaven hraběcí rodinou Kinských jako součástí malebného zámku Karlova Koruna. Hřebčín prošel v roce 2010 rozsáhlou rekonstrukcí.
- V roce 2018 bylo v Chlumci nad Cidlinou otevřeno muzeum Četnická stanice.

## Rodáci

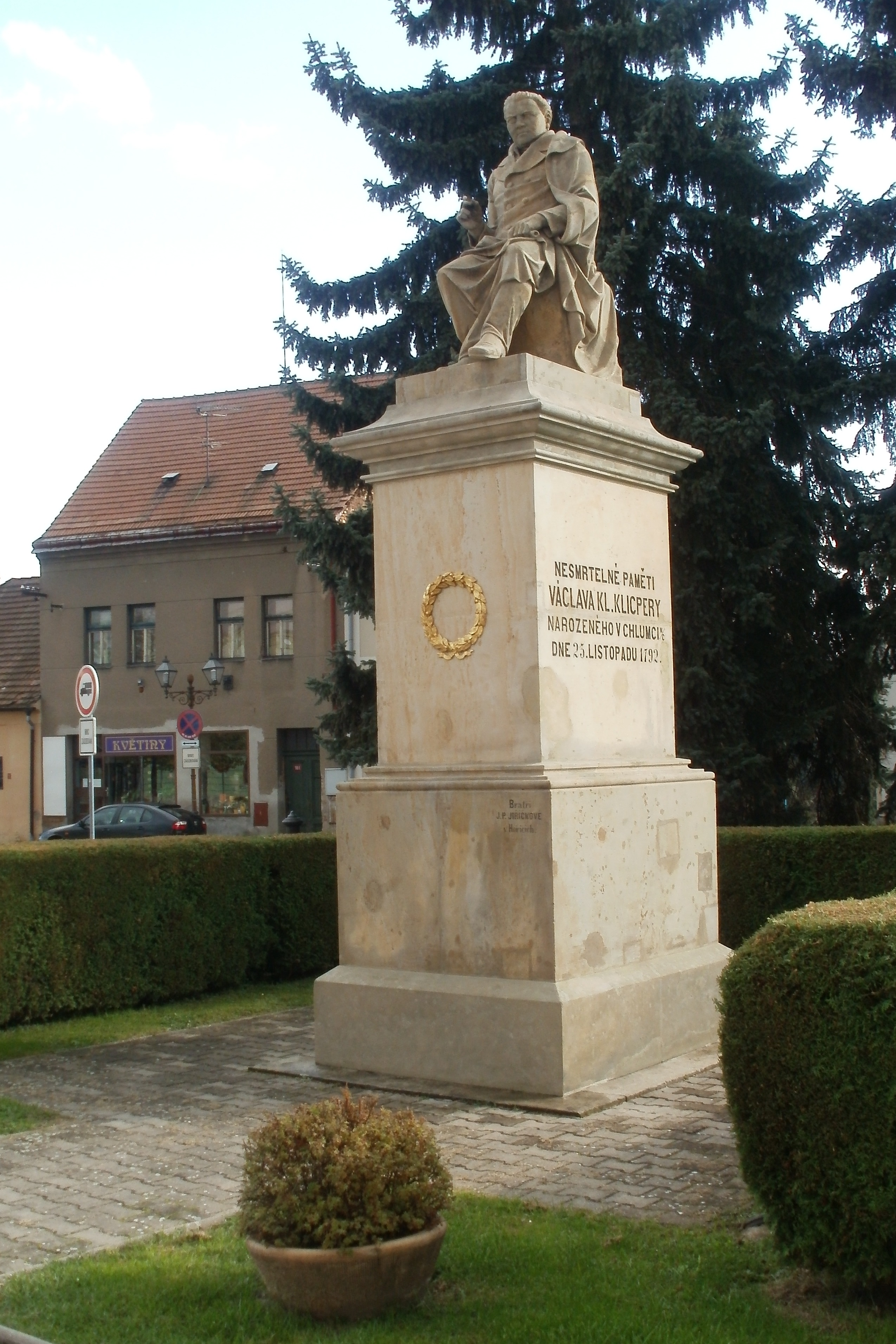
Náměstí zdobí pomník Václava Klimenta Klicpery, jednoho z nejznámějších chlumeckých rodáků.

- Klaret (1320–1370), spisovatel, lexikograf, autor velkého česko-latinského slovníku
- František Oldřich Kinský (1634–1699), šlechtic, politik a diplomat
- František Klicpera (1791–1821), spisovatel
- Václav Kliment Klicpera (1792–1859), spisovatel a dramatik
- Jaroslav Goll (1846–1929), historik a medievalista
- Jan Říha (1853–1922), pomolog evropského významu
- Antonín Lauterbach (1912–2007), pedagog, spisovatel a divadelník
- Josef Rumler (1922–1999), básník, historik a překladatel
- Zdeněk Matějček (1922–2004), světově uznávaný psycholog
- Radslav Kinský (1928–2008), imunobiolog, zakladatel reprodukční imunologie a třetí český velkopřevor lazariánů
- Karel Richter (1930–2021), spisovatel a historik
- Mario Klemens (* 1936), dirigent
- Ivana Loudová (1941–2017), hudební skladatelka a pedagožka
- Ladislav Vízek (* 1955), fotbalista
- Miroslav Ouzký (* 1958), lékař a politik
- Karel Kuča (* 1961), architekt, publicista a výtvarník
- Miroslav Poche (* 1978), politik a ekonom
- Jiří Krejčí (* 1986), fotbalista
- Jan Hanuš (* 1988), fotbalista
- Václav Pilař (* 1988), fotbalista

## Partnerská města
- Valaská, Slovensko